# Пьегю-Плювье
Пьегю́-Плювье́ (фр. Piégut-Pluviers) — коммуна во Франции, находится в регионе Аквитания. Департамент — Дордонь. Входит в состав кантона Ле-Перигор-вер-нонтронне. Округ коммуны — Нонтрон.
Код INSEE коммуны — 24328.

## География

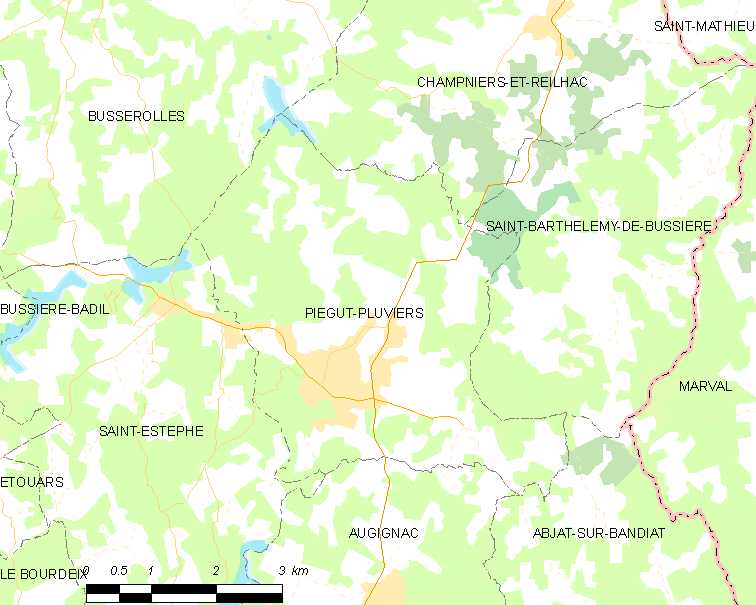
Карта коммуны

Коммуна расположена приблизительно в 390 км к югу от Парижа, в 135 км северо-восточнее Бордо, в 50 км к северу от Перигё.

### Климат
Климат умеренный океанический со средним уровнем осадков, которые выпадают преимущественно зимой. Лето здесь долгое и тёплое, однако также довольно влажное, здесь не бывает регулярных периодов летней засухи. Средняя температура января — 5 °C, июля — 18 °C. Изредка вследствие стечения неблагоприятных погодных условий может наблюдаться непродолжительная засуха или случаются поздние заморозки. Климат меняется очень часто, как в течение сезона, так и год от года.

## Население
Население коммуны на 2010 год составляло 1227 человек.
| 1962 | 1968 | 1975 | 1982 | 1990 | 1999 | 2010 |
| ---- | ---- | ---- | ---- | ---- | ---- | ---- |
| 1558 | 1545 | 1504 | 1527 | 1471 | 1315 | 1227 |

## Администрация
| Период | Период | Фамилия       | Партия                  | Примечания                              |
| ------ | ------ | ------------- | ----------------------- | --------------------------------------- |
| ?      | 2001   | Андре Лапер   |                         | профессор математики                    |
| 2001   | 2020   | Дидье Виньяль | Социалистическая партия | фармацевт; генеральный советник кантона |

## Экономика
В 2010 году среди 653 человек трудоспособного возраста (15-64 лет) 432 были экономически активными, 221 — неактивными (показатель активности — 66,2 %, в 1999 году было 65,5 %). Из 432 активных жителей работали 386 человек (201 мужчина и 185 женщин), безработных было 46 (19 мужчин и 27 женщин). Среди 221 неактивных 43 человека были учениками или студентами, 113 — пенсионерами, 65 были неактивными по другим причинам.

## Достопримечательности
- Церковь Св. Стефана (XII век). Исторический памятник с 1997 года[5]
- Церковь Успения Пресвятой Богородицы
- Башня Пьегю (XIII век). Исторический памятник с 1946 года[6]

## Фотогалерея

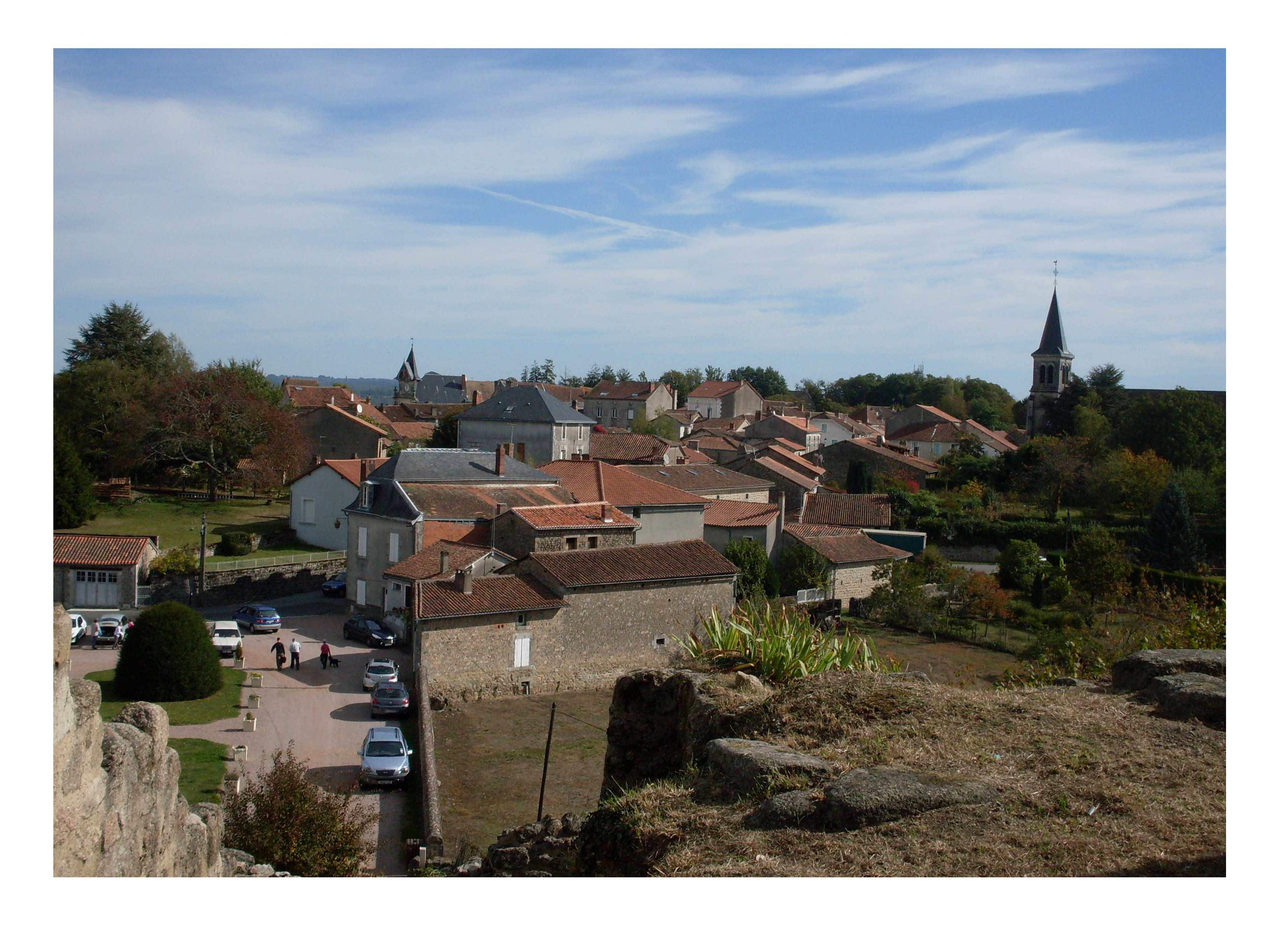
Пьегю-Плювье
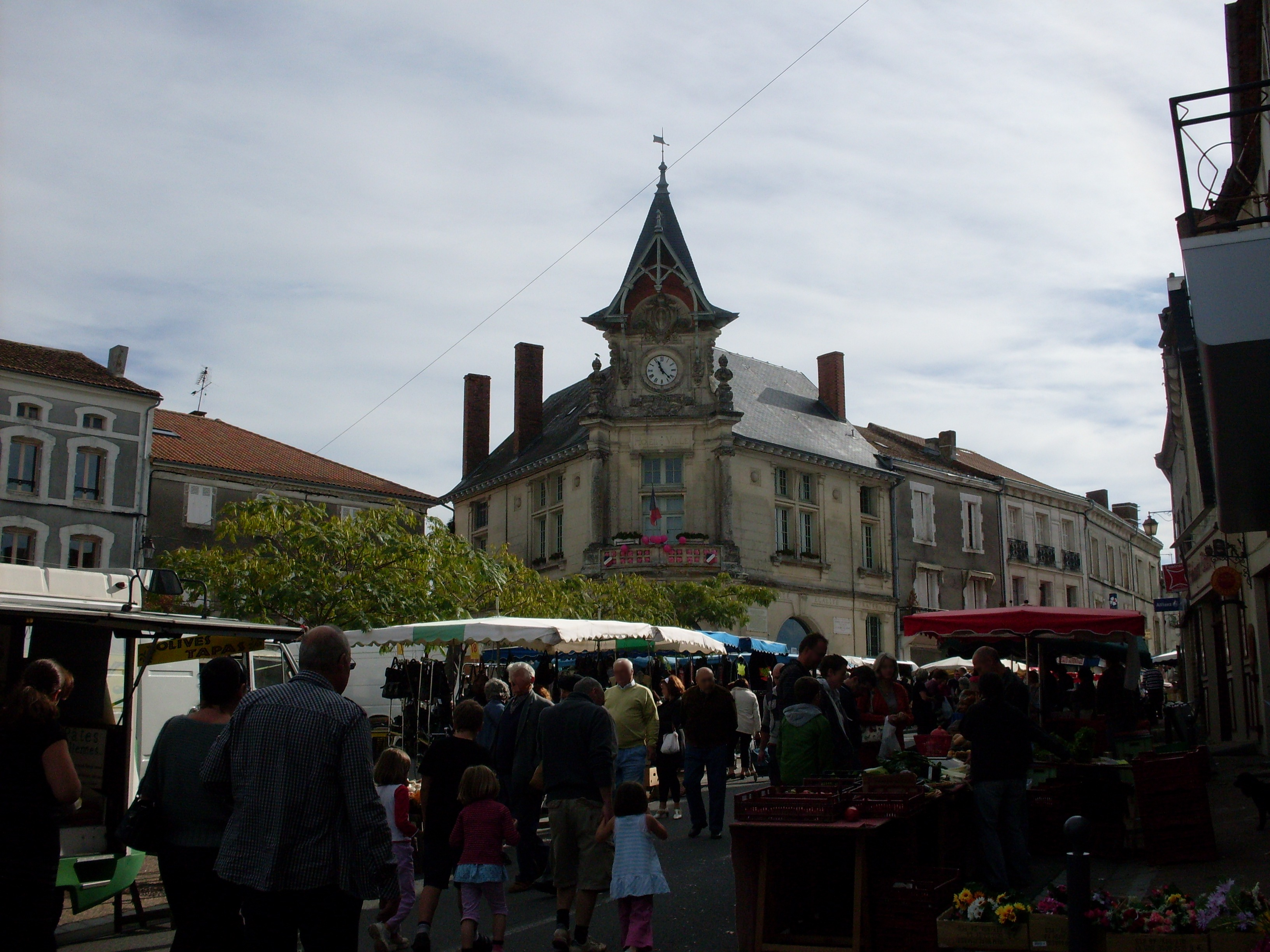
Мэрия
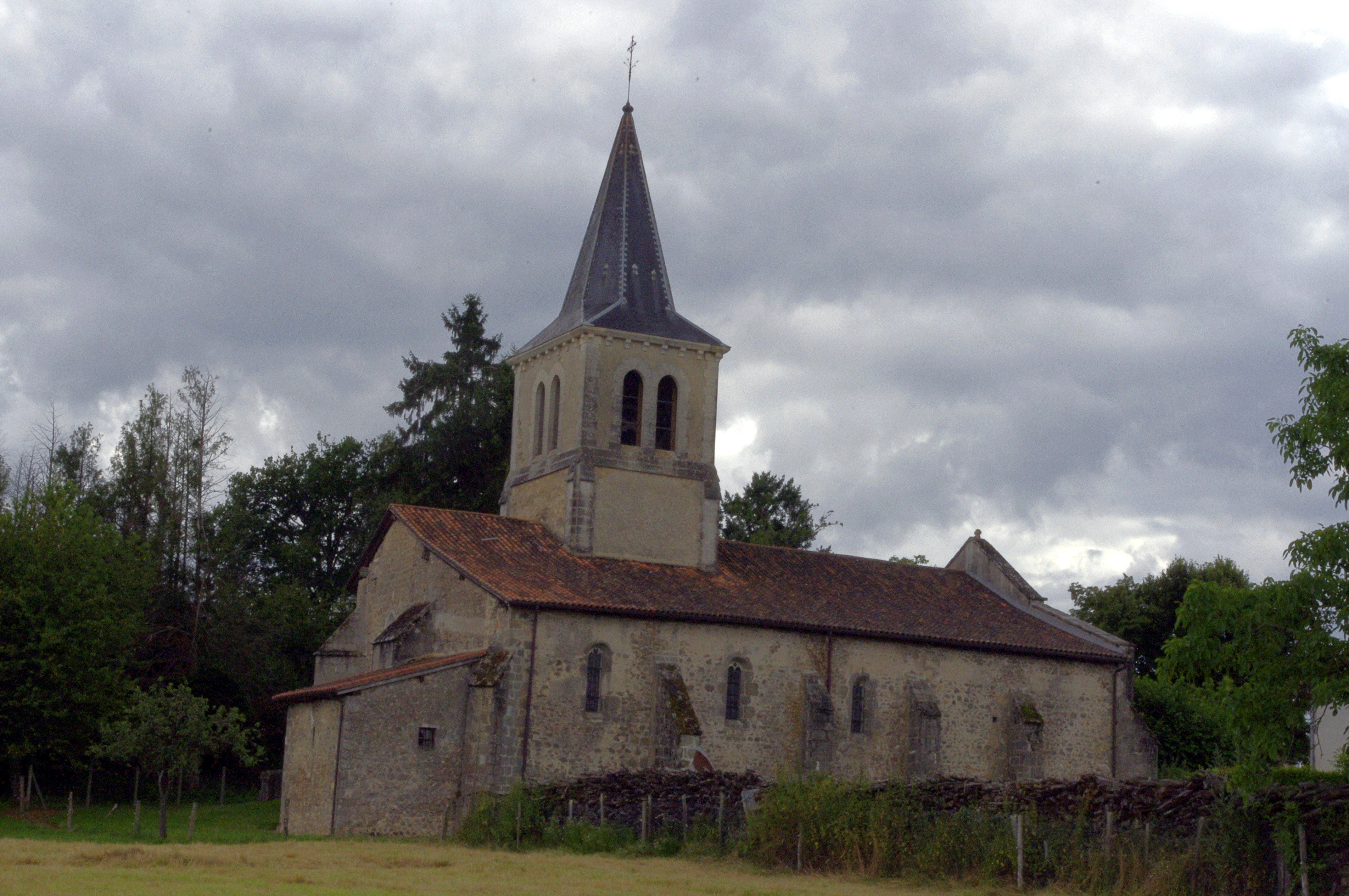
Церковь Св. Стефана
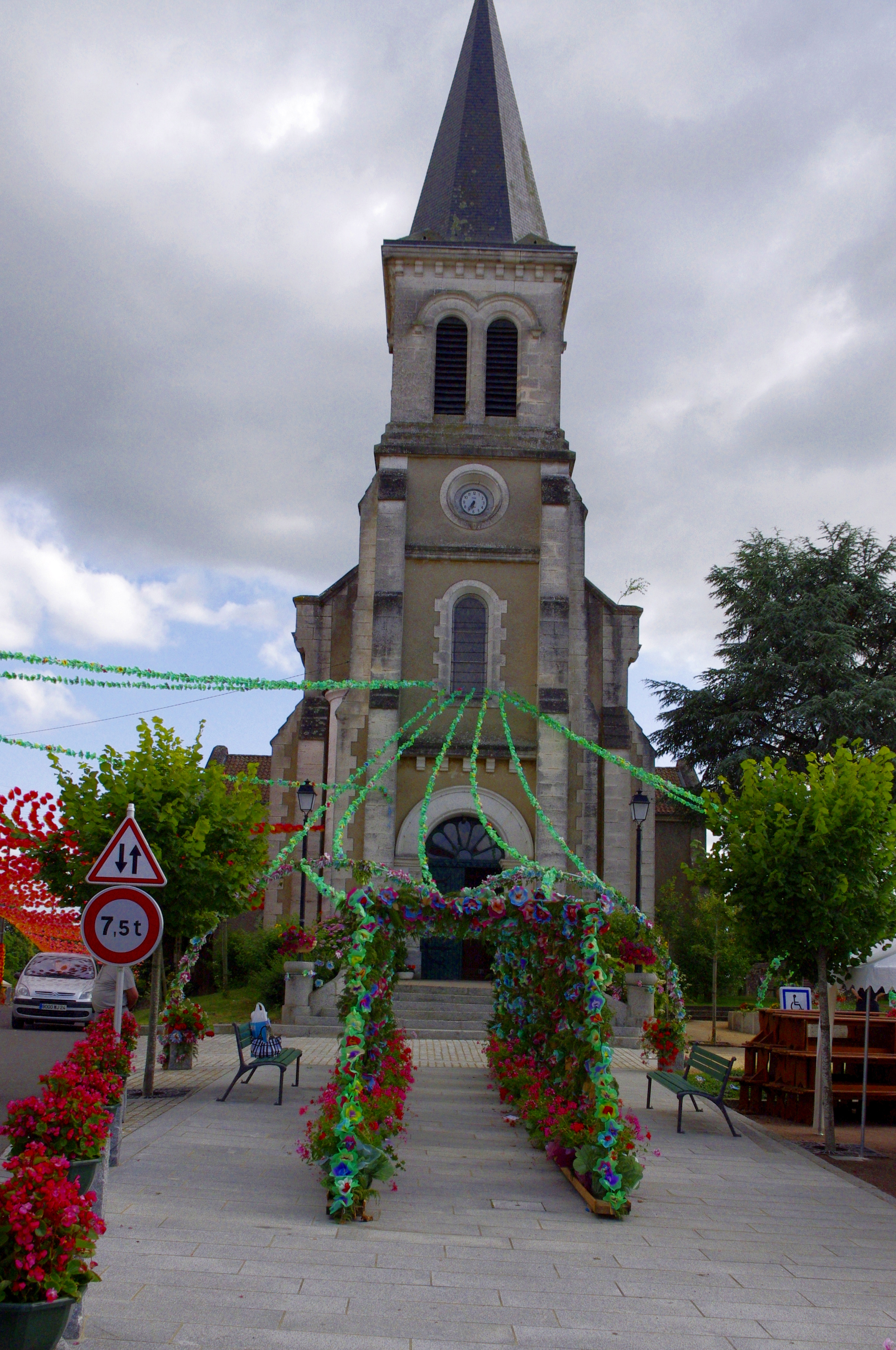
Церковь Успения Пресвятой Богородицы
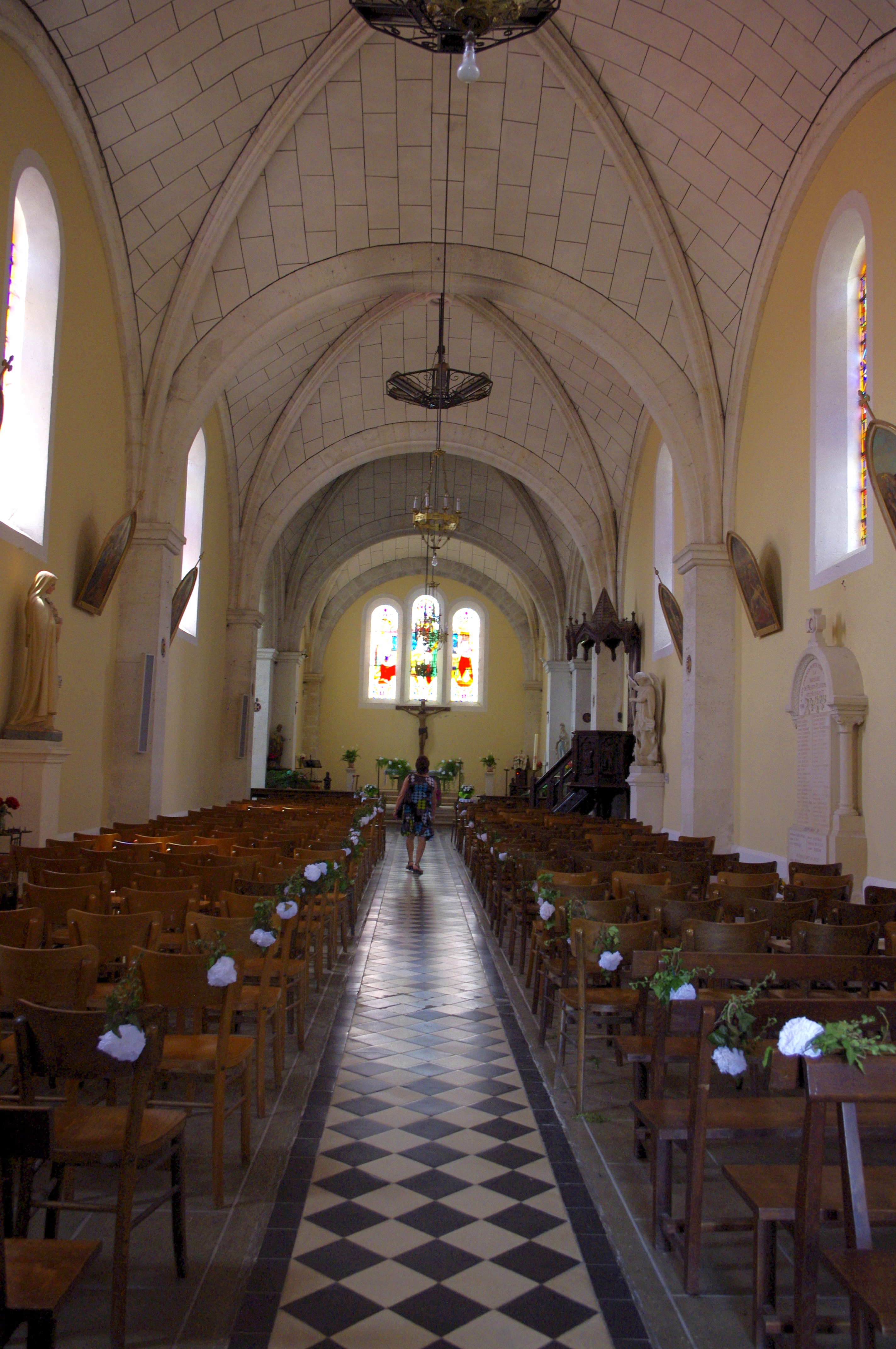
Интерьер церкви Успения Пресвятой Богородицы
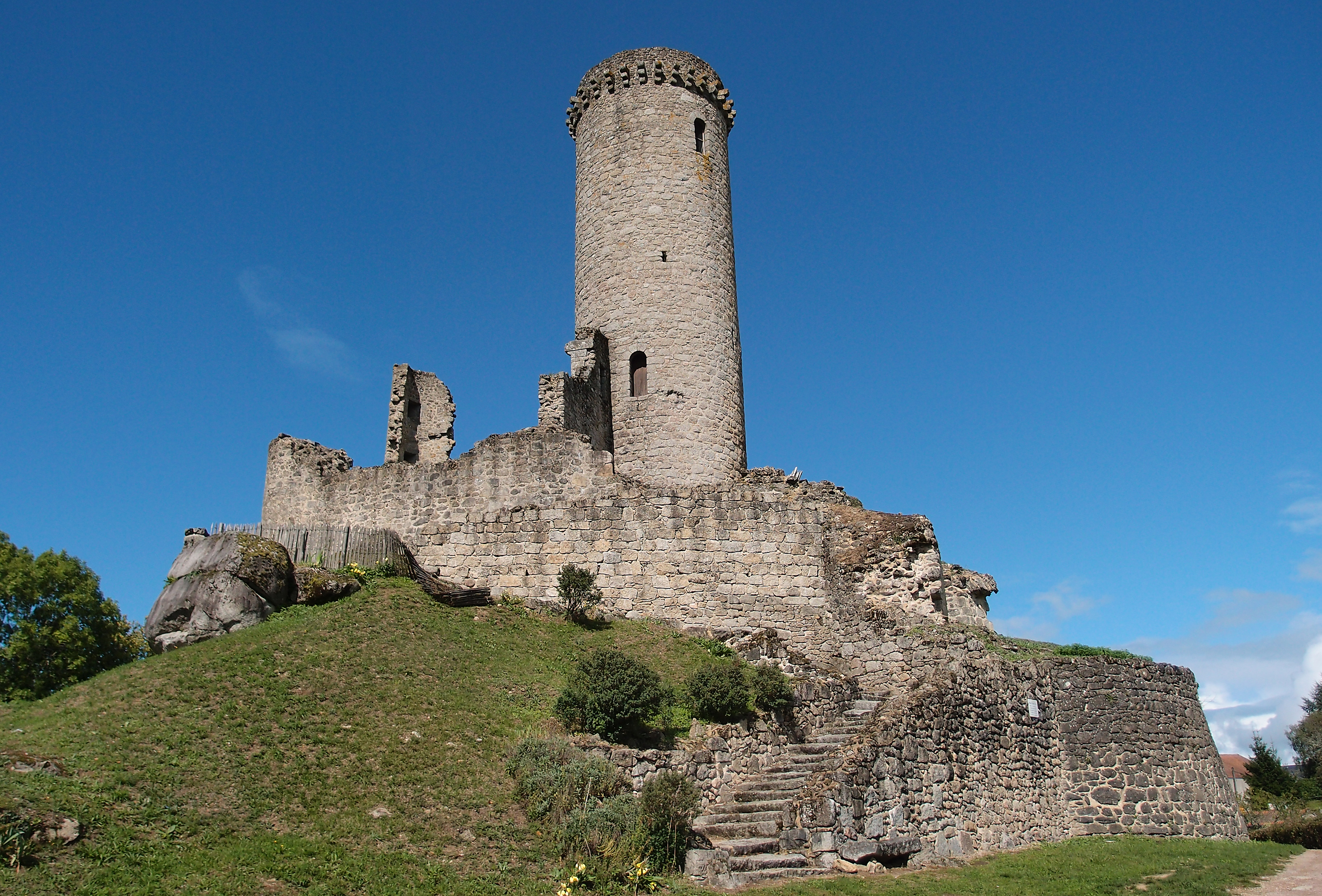
Башня Пьегю